# Kristalni mikrofon
Kristalni mikrofon (tudi piezoelektrični mikrofon) je mikrofon, ki koristi piezoelektrični pojav (nastanek električnega naboja na površini kristalov, ki jih mehansko obremenimo).
Osnovni del kristalnega mikrofona je opna, ki je preko dveh kovinskih elektrod (največkrat 2 tanki plasti srebra) povezana s kristalno ploščico. V preteklosti se je pri tej vrsti mikrofonov uporabljala Seignettova sol, ker ima najboljši piezoelektrični izkoristek. Vendar pa te lastnosti izgubi pri povečanju temperature in vlage, zato so danes v uporabi piezoelektrične keramike, ki imajo sicer slabši izkoristek, niso pa občutljive na vlago in toploto.

## Karakteristike
- občutljivost: od 2 do 5 mV/μbar
- frekvenčni razpon: med 50 Hz in 10 kHz
- preobčutljivost na temperaturo in vlago (največ 55ºC)